# Rapport Cox

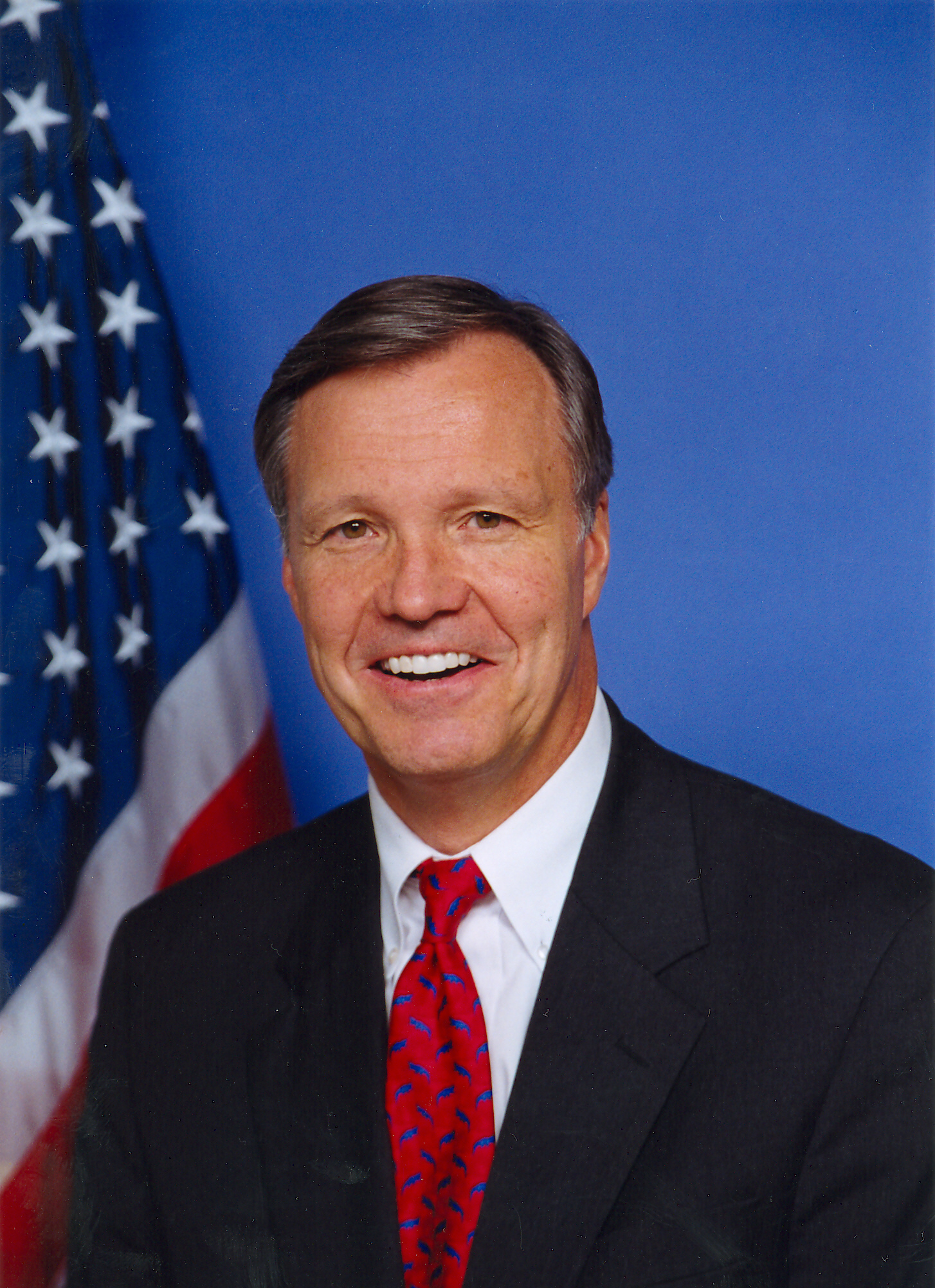
Chris Cox (représentant républicain de Californie) a présidé la commission qui a rendu le rapport.

Le rapport de la commission spéciale sur la sécurité nationale américaine et les préoccupations militaires et/ou commerciales sur la république Populaire de Chine (Report of the Select Committee on U.S. National Security and Military/Commercial Concerns with the People's Republic of China), communément appelé le rapport Cox du nom du représentant républicain Chris Cox, est un document gouvernemental classifié traitant des opérations secrètes supposées de la république populaire de Chine aux États-Unis durant les années 1980 et 1990.

## Comité créé par la Chambre des représentants des États-Unis
Le rapport est le produit du travail de la commission spéciale sur la sécurité nationale américaine et des préoccupations militaires et/ou commerciales à propos de la république populaire de Chine. Ce comité spécial a été créé par un vote favorable de 409 voix contre 10 de la Chambre des représentants des États-Unis le 18 juin 1998. Il était chargé d'établir si de la technologie ou de l'information concernant l'amélioration des missiles balistiques intercontinentaux nucléaires ou pour la fabrication d'armes de destruction massive, avaient été transférées depuis les États-Unis vers la république populaire de Chine.
Une enquête similaire avait déjà commencé au Sénat sous la direction du sénateur Fred Thompson (Républicain-Tennessee), onze mois plus tôt (le 8 juillet 1997). Thompson avait ouvert ses audiences sur l'influence de la Chine lors des élections présidentielles et du Congrès de 1996.
Le président de la commission était le républicain Chris Cox (représentant de la Californie), dont le nom a été donné au rapport final. Quatre autres représentants républicains et démocrates ont siégé à cette commission, dont le démocrate Norman D. Dicks (en). Le rapport final a été approuvé à l'unanimité par l'ensemble des neuf membres. La version expurgée du rapport a été rendue publique le 25 mai 1999.

## Affirmations principales
Le Rapport Cox contenait cinq allégations principales à propos de la Chine et des armes nucléaires :
1. La Chine a eu accès à des informations concernant les sept armes thermonucléaires les plus avancées des États-Unis ;
2. Ces secrets volés ont permis à l'APL d'accélérer la conception, le développement et l'expérimentation de ses propres armes nucléaires ;
3. La prochaine génération d'armes nucléaires chinoise serait partiellement issue de ces informations dérobées et serait comparable, du point de vue de l'efficacité, aux armes utilisées par les États-Unis ;
4. De petites ogives, basées sur des informations volées aux États-Unis, pourraient être prêtes pour un déploiement en 2002, permettant également à la Chine d'intégrer la technologie MIRV sur sa prochaine génération de missiles ;
5. Ces vols ne sont pas des incidents isolés mais le résultat de décennies d'opérations de renseignement menées par le Ministère de la sécurité d'État (MSS) contre les laboratoires des États-Unis.

Selon le rapport, les activités d'espionnage de la Chine continueraient, malgré le renforcement de sécurité mis en place à la suite de cette découverte.
Lorsqu'il en eut connaissance, le gouvernement chinois dénonça l'ensemble de ses allégations et les considéra comme « sans fondements ».
Alors que plusieurs groupes, dont la république populaire de Chine, soutiennent que le rapport est surévalué ou inexact, ses auteurs et ses partisans soutiennent que sa substance est indéniable. Les principales découvertes de la commission Cox sont résumées dans l'introduction du rapport :

« The People's Republic of China (PRC) has stolen design information on the United States' most advanced thermonuclear weapons. The Select Committee judges that the PRC's next generation of thermonuclear weapons, currently under development, will exploit elements of stolen U.S. design information. PRC penetration of our national nuclear weapons laboratories spans at least the past several decades and almost certainly continues today. »

« The PRC has stolen or otherwise illegally obtained U.S. missile and space technology that improves PRC military and intelligence capabilities. »

## Les réponses au Rapport Cox

### La réponse de la Chine
La république populaire de Chine a affirmé que sa technologie nucléaire était issue d'un développement local et n'avait pas été le fruit de l'espionnage.

### La réponse du Congrès
La diffusion du rapport Cox a entraîné de grandes réformes législatives et administratives. Plus de deux douzaines de recommandations de la commission spécialisée ont été promulguées en loi, y compris celle concernant la création de la National Nuclear Security Administration pour prendre en charge les questions attenant à la sécurité des armes nucléaires du département de l'Énergie des États-Unis. Dans le même temps, nul n'a jamais alors été reconnu coupable de fournir des informations nucléaires à la Chine, et le seul cas d'accusation reporté au XXe siècle, celle de Wen Ho Lee, a été abandonné.

## Poursuites connexes
Deux des entreprises américaines citées dans le rapport (Loral Space and Communications et Hughes Electronics) ont ensuite été poursuivies par le gouvernement fédéral américain pour violation de la loi sur le contrôle des exportations. Les deux sociétés se virent infliger les deux plus fortes amendes de l'histoire du Arms Export Control Act (en). Loral a payé une amende de 14 millions de dollars et Hughes a payé une amende de 32 millions de dollars.

## Critiques
Le rapport aurait exagéré la portée des MSBS JL-2 en l'annonçant à 12 000 km au lieu de 8 000 km, valeur classique alors utilisée dans la communauté du renseignement. En s'appuyant sur cette portée supposément exagérée, le rapport aurait spéculé sur la façon dont l'APL pourrait changer sa politique et sa doctrine nucléaires. Ces portées ont cependant été confirmées, puis corrigées à la hausse, dès les années 2000.

### Évaluation des dommages
À la suite du rapport, et ainsi que celui-ci le recommandait, la CIA, dirigeant une enquête multi-services (FBI, NSA, …), a chargé l'amiral à la retraite David Jeremiah (en) d'examiner et d'évaluer les conclusions du rapport. En avril 1999, l'amiral Jeremiah a publié un rapport validant la majorité du rapport Cox, relativisant cependant l’affirmation selon laquelle les informations volées avaient été utilisées pour développer ou moderniser les ogives et/ou les missiles chinois (« To date, the aggressive Chinese collection effort has not resulted in any apparent modernization of their deployed strategic force or any new nuclear weapons deployment. ») .

### Complicité des États-Unis
Jonathan D. Pollack, un expert du développement technologique et militaire chinois, a critiqué le rapport pour avoir omis de divulguer le contexte dans lequel les relations sino-américaines après la visite de Richard Nixon en Chine en 1972 avait favorisé le renforcement de la puissance de la Chine comme un contrepoids à l'Union soviétique. Ainsi, ces transferts illégaux de technologie aurait, selon lui, eu lieu dans une atmosphère détendue, voire un environnement complice.

### Utilité des ogives W70 et W88
Richard L. Garwin, un ancien concepteur d'armes américain, a fait remarquer que les informations volées sur les ogives W70 et W88 ne sembleraient pas altérer directement la sécurité nationale américaine puisque le développement d'armes basées sur cette technologie nécessiterait un investissement massif en ressources et ne serait pas en adéquation avec les intérêts stratégiques chinois au vu de leur programme nucléaire.

### Rapport du CISAC
En décembre 1999, un groupe de physiciens et de chercheurs de Harvard, Stanford, et du laboratoire national Lawrence Livermore a rendu une évaluation du Rapport Cox qui fut publiée par le Stanford University Center for International Security and Cooperation. L'examen a réfuté l'ensemble des cinq principales conclusions du rapport.